# Generaldirektör

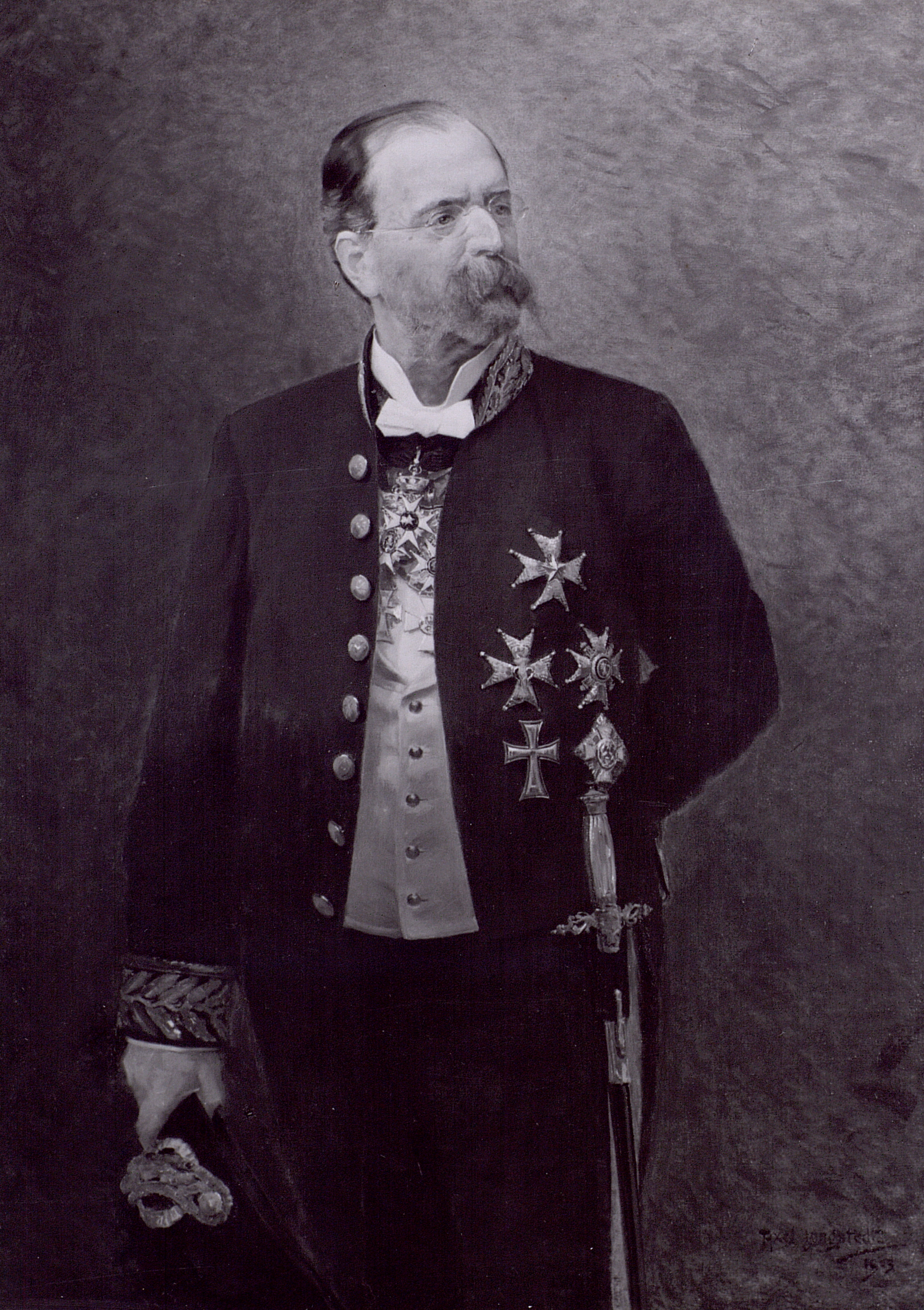
Erik Storckenfeldt som var generaldirektör för Telegrafstyrelsen.

Generaldirektör, GD eller gd, är en chefstitel som används inom den offentliga förvaltningen. I Sverige används titeln ofta när det gäller chefen för en central statlig förvaltningsmyndighet. Tidigare var det få som bar titeln, 1865 var det enbart sju, men i samband med centralförvaltningens utökning har titelns användning ökat avsevärt. Även den ställföreträdande myndighetschefen för Försvarsmakten har titeln generaldirektör.
Generaldirektör är också titeln på den högsta chefstjänstemannen på ett generaldirektorat inom Europeiska kommissionen.
I den rangrulla som existerade fram till 1909 hade generaldirektörer generalmajors rang.